# Алендей, Василий Степанович
Алендей Василий Степанович (наст. фамилия — Алендеев) (16 октября 1919 — 15 марта 1989) — чувашский писатель, прозаик, публицист и критик. Народный писатель Чувашской АССР (1983), награждён орденом Дружбы народов.

## Биография
Народный писатель Василий Алендей (Алендеев Василий Степанович) родился 16 октября 1919 г. в д. Кудеснеры Урмарского района Чувашской Республики в крестьянской семье. Трудовой путь начал после окончания средней школы в 1937 году — в редакции урмарской районной газеты. Участник Великой Отечественной войны. Был тяжело ранен. За беззаветную храбрость и личное мужество награждён орденом Отечественной войны 1-й и 2-й степеней.
Окончил партийные школы в Чебоксарах и Горьком.
Работал заместителем директора Урмарской школы ФЗО, редактором районной газеты, трудился в редакции республиканских газет и журналов (Таван Атал) и Чувашском книжном издательстве.
Избирался депутатом Верховного Совета Чувашской АССР.

## Издания
На чувашском:
- «Вĕлле хурчĕ, ылтăн хурт»;
- «Виçĕ салтак»;
- «Виçĕ ывăлпа виçĕ хĕр»;
- «Йăмрасем çаплах кашлаççĕ»;
- «Курăксене авса çил вĕрет»;
- «Пирĕн кил»;
- «Салтак чĕри»;
- «Сар çÿçеллĕ сарă тутăр»;
- «Сÿнми çăлтăр»;
- «Çĕмĕрт çеçкере»;
- «Татах килсе кур», 1976, Чебоксары, Чувашское книжное издательство (включены 8 рассказов писателя: «Кĕрхи шăнкăрч юрри», «Татах килсе кур», «Вăтăр çул каламан сăмах», «Макçăм маршручĕ», «Авланман Антун», «Çыхăну взвочĕ», «Тĕтĕм витĕр», «Пурăнма çуралатпăр»)[4].
- «Тăрисем çÿлте юрлаççĕ»;
- «Тăрна сасси илтĕнет»;
- «Тăшман ункинче»;
- «Хветуççа»;
- «Хĕрлĕ кĕпе»;
- «Хирте вĕршĕнсем вĕçеççĕ»;

На русском:
- «Ветер клонит травы»;
- «Запах хмеля»;
- «Красивая ты, рябина»;
- «Шёл солдат».